# インブリウム代
インプリウム代（インブリウムだい、Imbrian Epoch）は、月の地質年代尺度の一つであり、38.5億年前（巨大隕石の衝突によって神酒の海が形成されたとき）から32億年前までの時代を指す。前期インブリウム代と後期インブリウム代の総称。